# فيل روس
فيل روس (بالإنجليزية: Phil Ross)‏ هو لاعب كرة قاعدة أمريكي، ولد في 23 مايو 1962.